# Palazzo Caotorta Angaran
Palazzo Caotorta Angaran è un edificio civile veneziano sito nel sestiere di Dorsoduro e affacciato sul Canal Grande tra Palazzo Balbi e Palazzo Civran Grimani.

## Storia
Edificio di impianto trecentesco, è stato quasi completamente ricostruito nel 1956 ad opera di Angelo Scattolin.

## Architettura
Presenta una facciata intonacata, divisa secondo la tradizione veneziana: piano terra, recante il portale ad acqua, due piani nobili con polifora e mezzanino sottotetto. Sopra la linea di gronda si sviluppa un grande abbaino. La facciata, particolarmente semplice in quanto ad apparato decorativo, appare interessante per la presenza di importanti marcapiani e di uno stemma settecentesco posto tra le finestre del mezzanino. Per quanto riguarda le trifore, richiamano entrambe la serliana classica, nonostante quella inferiore sia di maggior importanza.